# Boophis luteus
Boophis luteus is een kikker uit de familie gouden kikkers (Mantellidae). De soort werd voor het eerst wetenschappelijk beschreven door George Albert Boulenger in 1882. De soort behoort tot het geslacht Boophis.

## Leefgebied
De kikker is endemisch in Madagaskar. De soort leeft vooral in het midden en oosten van het eiland op een hoogte van 300 tot 1100 meter boven zeeniveau. Ook komt de soort voor in nationaal park Isalo.

## Beschrijving
Mannetjes hebben een lengte van 35 tot 40 millimeter en vrouwtjes tot de 60 millimeter. De rug is groen en de buik varieert van blauwachtig tot groenachtig.

## Synoniemen
- Rhacophorus anceps Mocquard, 1902
- Rhacophorus isabellinus Boettger, 1913
- Rhacophorus luteus Boulenger, 1882
- Rhacophorus luteus var. longicrus Parker, 1925

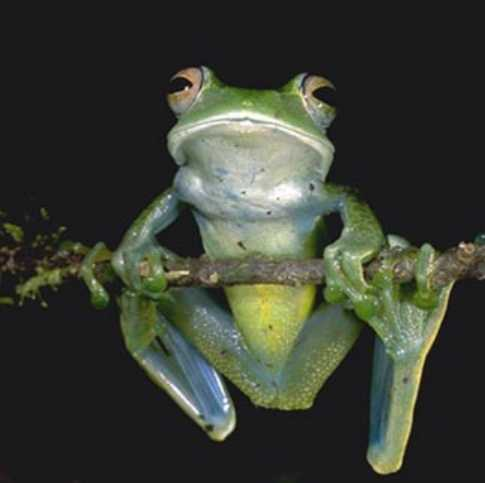